# 四街道市
四街道市（日语：／ Yotsukaidō shi */?）是千葉縣北部，被千葉市和佐倉市圍繞的市。往千葉市通勤率達28.5%，往東京都特別區部通勤率則有15.7%（平成22年國勢調査）。

## 概要
位居都心40公里圈內，距離縣都千葉市中心也僅8公里，JR四街道站周邊公寓、住宅林立，是首都圈的臥城之一。
另一方面，本地也是盛產梨、落花生的近郊農業地帶。

## 地理
- 地處千葉縣中北部內陸、下總台地（日语：下総台地）南部。南與西鄰千葉市、北與東接佐倉市，市東緣有向北注入印旛沼（日语：印旛沼）、屬利根川水系的鹿島川（日语：鹿島川 (千葉県)）。
- JR總武本線由東南向西北通過市中央，北部有東關東自動車道東西貫穿市北部。

### 地形
- 市域大半是印旛沼（日语：印旛沼）南側流域的低矮台地，可見大量的樹枝狀谷津田（日语：谷津田）地形。

主要的谷津田有東部～南部的鹿島川與其支流、中央地區的手繰川、西北部的勝田川支流。
西部有部分屬都川水系葭川流域。
- 全市南高北低，往北方印旛沼傾斜。

最低點是最北端小溪流入鹿島川的匯流點，約5公尺。
最高點是最南部吉岡新開的御成街道附近，約40公尺。

### 人口
| 四街道市人口分布圖 |                                                 |  |
| 四街道市與日本全國年齡別人口分布比較圖 （2005年資料） | 四街道市的年齡、男女別人口分布圖 （2005年資料） |  |
| ■紫色是四街道市 ■綠色是全国 | ■藍色是男性 ■紅色是女性                         |  |
| 四街道市人口變化 \| 1970年 \| 26,375人 \| \| \| 1975年 \| 37,401人 \| \| \| 1980年 \| 59,236人 \| \| \| 1985年 \| 67,008人 \| \| \| 1990年 \| 72,157人 \| \| \| 1995年 \| 79,495人 \| \| \| 2000年 \| 82,552人 \| \| \| 2005年 \| 84,770人 \| \| \| 2010年 \| 86,726人 \| \| \| 2015年 \| 89,245人 \| \| \| 2020年 \| 93,576人 \| \| |                                                 |  |
| 資料來源：日本總務省統計中心提供之人口普查數據 |                                                 |  |
| 1970年 | 26,375人                                        |  |
| 1975年 | 37,401人                                        |  |
| 1980年 | 59,236人                                        |  |
| 1985年 | 67,008人                                        |  |
| 1990年 | 72,157人                                        |  |
| 1995年 | 79,495人                                        |  |
| 2000年 | 82,552人                                        |  |
| 2005年 | 84,770人                                        |  |
| 2010年 | 86,726人                                        |  |
| 2015年 | 89,245人                                        |  |
| 2020年 | 93,576人                                        |  |

### 鄰接自治體、行政區
- 千葉市（花見川區、稻毛區、若葉區）
- 佐倉市

## 歷史
古代屬與物部氏相關的下總國千葉郡物部（現在物井地區周邊）與山梨（現在山梨地區周邊）里、鄉。中世期為下總國臼井莊，後為「千葉一族」領地。之後德川家康平定關東，江戶時期屬佐倉藩、幕領。幕末在下志津原設置砲術練習所，1886年（明治19年）4月創立「陸軍砲兵射的學校」，1897年（明治30年）改稱「陸軍射撃學校」並移往四街道站北側。1922年（大正11年）改稱「陸軍野戰砲兵學校」。現在舊陸軍設施用地與陸續轉為住宅、行政、文教、商業設施。

### 地名由來
市名來自於四街道站西方500公尺左右（現在的「四街道十字路」）的道標，因四條道路（「北 成田山道」、「南 千葉町道」、「東 東宇がね（東金）道、馬渡道」、「西 東京、船橋道」）交會而稱「四ツ街道」→「四街道」。

### 前史
- 1889年（明治22年）4月1日 - 町村制施行，成立印旛郡千代田村（日语：千代田町 (千葉県)）（畔田、龜崎村役場）、旭村（日语：旭村 (千葉県印旛郡)）（鹿渡本村役場）
- 1894年（明治27年）12月9日 - 總武鐵道開通，設置四街道站。
- 1897年（明治30年）陸軍野戰砲兵射撃學校遷往至四街道站北側（鹿渡無番地）。
- 1907年（明治40年）
  - 9月1日 - 依據鐵道國有法（日语：鉄道国有法），總武鐵道國有化，為總武本線。
- 1940年（昭和15年）12月23日 - 千代田村施行町制，為千代田町（物井役場）。
- 1945年（昭和20年）
  - 8月 - 戰後陸軍野戰砲兵學校解散。
  - 9月 - 6月遭受空襲（日语：千葉空襲）校舍毀壞的千葉師範學校（日语：千葉師範学校）女子部遷往野戰砲兵學校舊址。

### 沿革
- 1955年（昭和30年）3月10日 - 千代田町與旭村（馬渡劃入佐倉市）合併成立印旛郡四街道町，人口18,014人。
- 1957年（昭和32年）1月1日 - 北部5聚落（羽鳥、飯重、吉見、生谷、畔田）劃入佐倉市。
- 1959年（昭和34年）2月1日 - 大日飛地劃入千葉市。
- 1981年（昭和56年）
  - 4月1日 - 國勢調査人口達6萬人，施行市制，為四街道市。
- 1990年（平成2年）6月1日 - 與千葉市、佐倉市邊界重劃。
- 2003年（平成15年）2月 - 設置與千葉市法定合併協議會。
- 2004年（平成16年）5月16日 - 公投未能通過與千葉市合併案。
- 2006年（平成18年）12月1日 - 與千葉市邊界重劃。

## 行政

### 市長
- 佐渡齊（日语：佐渡斉）（さど ひとし）
2010年2月28日就任，第二任
任期：2018年2月27日

### 警察
- 四街道警察署（日语：四街道警察署）
  - 旭交番、千代田交番、大日交番、四街道站前交番

### 消防
- 四街道市消防本部（日语：四街道市消防本部）
  - 四街道消防署
  - 千代田分署
  - 旭分署
  - 四街道市消防音樂隊
  - 四街道市消防資料館
- 消防團
  - 第一分團
  - 第二分團
  - 第三分團
  - 第四分團
  - 第五分團
  - 第六分團
  - 第七分團
  - 第八分團
  - 第九分團
  - 第十分團
  - 第十一分團
  - 第十二分團
  - 第十三分團
  - 第十四分團
  - 第十五分團
  - 第十六分團
  - 第十七分團
  - 第十八分團

## 立法

### 市議會
- 席次：22名
- 任期：2012年（平成24年）3月10日～2016年（平成28年）3月9日
- 議長：市橋誠二郎（公明黨）
- 副議長：宮崎昭彥（四街道創志會）

| 黨派         | 席次 |
| ------------ | ---- |
| 四街道創志會 | 5    |
| 四街道21     | 4    |
| 市民俱樂部   | 3    |
| 未來俱樂部   | 3    |
| 新清         | 3    |
| 公明黨       | 2    |
| 合計         | 21   |

坂本弘幸因參選2014年四街道市長選舉而辭職。

### 縣議會
- 選舉區：四街道市選舉區
- 席次：2名
- 任期：2015年（平成27年）4月30日～2019年（平成31年）4月29日

| 姓名                        | 黨派                       | 當選次數 |
| --------------------------- | -------------------------- | -------- |
| 鈴木陽介（すずき ようすけ） | 民主黨千葉縣議會議員會     | 1        |
| 中台良男（なかだい よしお） | 自由民主黨千葉縣議會議員會 | 4        |

### 眾議院
- 選舉區：千葉縣第9區（千葉市若葉區、佐倉市、四街道市、八街市）
- 任期：2014年（平成26年）12月14日～2018年（平成30年）12月13日 （參照「第47屆日本眾議院議員總選舉」）

| 姓名       | 黨派       | 當選次數 | 備註     |
| ---------- | ---------- | -------- | -------- |
| 秋本真利   | 自由民主黨 | 2        | 選舉區   |
| 奧野總一郎 | 民主黨     | 3        | 比例復活 |

## 住民投票
四街道市已舉行過兩次公投，但兩次皆遭到否決。

### 與千葉市合併問題
2000年10月，承諾推動與千葉市合併的高橋操就任四街道市長。2000年12月，千葉縣發表「合併推進要綱」，「千葉市+四街道市」為案例之一。
2003年2月，設立法定合併協議會，提議併入千葉市，為「四街道區」。2004年5月16日舉行公投，未能通過。

### 地域交流中心建設
四 街道市在JR四街道站北口再開發的中心事業「地域交流中心（暫稱）」建設案在2007年12月9日舉行公投，由於建設預定地附近已有功能相近的四街道市文 化中心，市民質疑再次投入大量資金建設的必要性，結果贊成7,962票，反對25,384票，地域交流中心建設案中止。本次對於公共建設的公投也是日本全 國十分少見的案例。

## 經濟

### 產業
- 千葉養樂多工場株式會社
- HOUSE食品（ハウス食品）Somatech Center

### 主要商業設施
- 伊藤洋華堂四街道店
- MEGA唐吉訶德四街道店

## 姊妹都市
- 利佛摩（美國加利福尼亞州）
1977年4月19日締結姊妹都市。

## 地域

### 公共機構
- 千葉縣教育振興財團本部
- 千葉縣教育振興財團文化財中心本部

### 健康
- 四街道市溫水游泳池
利用四街道清潔中心餘熱的溫水游泳池。由財團法人四街道市設施公社營運。
- 四街道總合公園（日语：四街道総合公園）

### 福祉
- 四街道市總合福祉中心
- 四街道市南部總合福祉中心 童之里（わろうべの里）

### 教育

#### 大學
- 愛國學園大學

#### 短期大學
- 愛國學園短期大學

#### 高校
- 公立
  - 千葉縣立四街道高等學校（日语：千葉県立四街道高等学校）
  - 千葉縣立四街道北高等學校（日语：千葉県立四街道北高等学校）
- 私立
  - 千葉敬愛高等學校（日语：千葉敬愛高等学校）
  - 愛國學園大學附屬四街道高等學校（日语：愛国学園大学附属四街道高等学校）

#### 中學校
- 四街道市立四街道中學校（日语：四街道市立四街道中学校）
- 四街道市立千代田中學校
- 四街道市立旭中學校
- 四街道市立四街道西中學校
- 四街道市立四街道北中學校（日语：四街道市立四街道北中学校）

#### 小學校
- 四街道市立四街道小學校（日语：四街道市立四街道小学校）
- 四街道市立旭小學校
- 四街道市立南小學校
- 四街道市立中央小學校（日语：四街道市立中央小学校）
- 四街道市立大日小學校
- 四街道市立八木原小學校
- 四街道市立四和小學校
- 四街道市立山梨小學校
- 四街道市立美空（みそら）小學校
- 四街道市立栗山小學校（日语：四街道市立栗山小学校）
- 四街道市立和良比小學校
- 四街道市立吉岡小學校

#### 特別支援學校
- 千葉縣立千葉盲學校（日语：千葉県立千葉盲学校）
- 千葉縣立四街道特別支援學校（日语：千葉県立四街道特別支援学校）

### 文化設施
- 四街道市文化中心
附設休息室的多功能大型展演廳（1,157席）與展示廳、會議室等。由財團法人四街道市設施公社營運。
- 四街道市立圖書館（日语：四街道市立図書館）
鄰接四街道市文化中心（共用停車場）。藏書量達220,688冊（2006年）。
- 四街道市鹿放丘接觸中心：
地域交流與地方歷史等學習為目的的設施。除了展演廳與會議室外，還設有歷史民族資料室、陶藝工作室（陶藝室與電窯）。學習室藏書500冊（不可借出）。財團法人四街道市設施公社營運。

## 交通

### 鐵路
東日本旅客鐵道（JR東日本）
- 總武本線：四街道站 - 物井站

### 路線巴士
- 千葉內陸巴士（日语：千葉内陸バス）
- 千葉綠巴士（日语：ちばグリーンバス）
- 千葉交通（日语：千葉交通）、南海巴士（日语：南海バス）（夜行高速巴士大阪 - 銚子線（日语：大阪 - 銚子線））
- 市內循環巴士「Yoppy」（日语：市内循環バスヨッピィ）（委託千葉內陸巴士營運）
- （高速巴士）四街道市內～東京站　※京成巴士、千葉綠巴士、千葉內陸交通、平和交通（日语：平和交通）營運
- （羽田機場利木津巴士）四街道市內～羽田機場　※千葉內陸交通、東京空港交通營運

### 道路
高速道路
- 東関東自動車道 - 四街道IC

國道
- 國道51號

縣道
- 主要地方道
  - 千葉縣道64號千葉臼井印西線（日语：千葉県道64号千葉臼井印西線）
  - 千葉縣道66號濱野四街道長沼線（日语：千葉県道66号浜野四街道長沼線）
- 一般縣道
  - 千葉縣道136號佐倉停車場千代田線（日语：千葉県道136号佐倉停車場千代田線）
  - 千葉縣道155號四街道上志津線（日语：千葉県道155号四街道上志津線）

## 地区

### あ〜お
- 旭丘1丁目（旭ヶ丘，あさひがおか）
- 旭丘2丁目
- 旭丘3丁目
- 旭丘4丁目
- 旭丘5丁目
- 池花1丁目（いけはな）
- 池花2丁目
- 上野（うえの）
- 內黑田（内黒田，うちくろだ）
- 美丘1丁目（美しが丘，うつくしがおか）
- 美丘2丁目
- 美丘3丁目
- 小名木（おなぎ）

### か〜そ
- 龜崎（亀崎，かめざき）
- 萱橋（かやばし）
- 栗山（くりやま）
- 幸丘1丁目（さちが丘，さちがおか）
- 幸丘2丁目
- 皐月丘（さつきヶ丘，さつきがおか）
- 鹿渡（しかわたし）
- 下志津新田（しもしづしんでん）

### た〜と
- 鷹之台1丁目（鷹の台，たかのだい）
- 鷹之台2丁目
- 鷹之台3丁目
- 鷹之台4丁目
- 大日（だいにち）
- 中央（ちゅうおう）
- 千代田1丁目（ちよだ）
- 千代田2丁目
- 千代田3丁目
- 千代田4丁目
- 千代田5丁目
- 土筆座1丁目（つくし座，つくしざ）
- 土筆座2丁目
- 土筆座3丁目

### な〜の
- 長岡（ながおか）
- 中台（なかだい）
- 中野（なかの）
- 南波佐間（なばさま）
- 成山（なりやま）

### ま〜も
- 美空1丁目（ みそら）
- 美空2丁目
- 美空3丁目
- 美空4丁目
- みのり町（みのり町，みのりちょう）
- 明和1丁目（めいわ）
- 明和2丁目
- 明和3丁目
- 明和4丁目
- 明和5丁目
- 物井之里2丁目（もねの里）
- 物井之里3丁目
- 物井（ものい）

### や〜よ
- 山梨（やまなし）
- 吉岡（よしおか）
- 四街道
- 四街道1丁目（よつかいどう）
- 四街道2丁目
- 四街道3丁目

### ら〜わ
- 鹿放丘（鹿放ヶ丘，ろっぽうがおか）
- 和田（わだ）
- 和良比（わらび）

## 觀光

### 名勝、古蹟
- 皇產靈神社
- 瓦斯燈通
- 和良比堀込城跡
- 舊陸軍野戰砲兵學校紀念碑
- 舊陸軍野戰重砲兵第四連隊跡
- 福星寺枝垂櫻

### 祭典
- 和良比裸祭（和良比はだか祭り，2月）
- 內黑田裸參（内黒田はだか参り，3月15日）
- 四街道故鄉祭（四街道ふるさと祭り，8月）
- 龜崎熊野神社例祭（10月）
- 栗山香取神社祭禮（10月）
- 四街道市民文化祭（10月後半～11月後半）
- 四街道產業祭（11月）

## 知名人士
- 志位和夫（日本共產黨政治家）
- 皆藤愛子（藝人、自由播音員）鬧鐘電視第四代天氣主播。栃木縣真岡市生）
- 中原明子（創作歌手）

## 外部連結
- 四街道市（页面存档备份，存于）